# 2ГИС
2ГИС (также 2GIS; произн. двагис) — название выпускающегося с 1999 года электронного справочника с картами городов и фирменное наименование компании-разработчика ООО «ДубльГИС» (до ребрендинга в 2011 году справочник также назывался «ДубльГИС»). В арабоязычных странах справочник носит название Urbi.
Главный офис находится в Новосибирске. В 2021 году компания открыла офис разработки в Санкт-Петербурге. Компания имеет справочники для многих городов России, а также некоторых городов за рубежом — в Казахстане, Италии, Чехии, Чили, ОАЭ, Кыргызстане, Узбекистане, Азербайджане, Грузии и Кипре. В декабре 2021 года в справочнике 2ГИС появилась Беларусь, а также в сентябре 2024 года появилась Армения. У компании, по состоянию на июль 2021 года, более 30 собственных филиалов преимущественно в крупных городах России и более 50 франчайзи-офисов в других городах.
По данным компании на ноябрь 2021 года, карты-справочники 2ГИС содержат 20,5 тыс. населённых пунктов (из них 790 городов) в 12 странах, а их месячная аудитория превысила 55 миллионов пользователей. Сервис ежедневно обрабатывает более 20,5 млн поисковых запросов.
Все версии 2ГИС, как и обновления к ним, бесплатны для пользователей. Основной источник доходов компании «ДубльГИС» — продажа рекламных мест на карте и в справочнике (баннер, место в списке, дополнительный текст).
Входит в десятку крупнейших интернет-компаний России по версии Forbes. В 2018 году журнал оценил стоимость компании в 211 млн долларов. В 2021 году компания «ДубльГИС» заняла 25-ю позицию в рейтинге «30 самых дорогих компаний Рунета», опубликованном журналом Forbes. По оценкам экспертов, стоимость компании составила 189 млн долларов.

## История компании

### Появление ДубльГИС
Проект зародился внутри новосибирской компании «Техноград плюс». Она занималась производством профессиональных географических информационных систем по заказу НГТС и других организаций. На массовом рынке «Техноград плюс» предлагал несколько тиражей компакт-дисков с картой Новосибирска. Также компания выпустила CD «Строительные фирмы и организации» — приложение к газете «Стройка».
В 1998 году, после кризиса, многие заказчики «Технограда плюс» оказались не в состоянии оплачивать дорогостоящие разработки «не первой необходимости». Возникла потребность в поиске новых клиентов и способов применения ГИС. Более того, с выпущенных ранее тиражей компакт-дисков разошлась масса пиратских копий, и продавать их стало бессмысленно.
Было принято решение выпустить бесплатный продукт, который будет служить демоверсией профессиональной ГИС. Опыт с газетой «Стройка» показал, что электронный справочник, объединённый с картой города, может быть интересен рекламодателям. Александр Сысоев сформулировал концепцию нового проекта: бесплатное распространение и окупаемость за счёт рекламы. Продукт получил название ДубльГИС: ГеоИнформационная Система плюс Городской Информационный Справочник.

### Первые годы
Первый выпуск ДубльГИС состоялся 25 апреля 1999 года. Весной 2001 года был разработан интерфейс ДубльГИС 2.0, чуть позже открылся сайт компании и появился сервис обновлений.
Первое время компания пыталась сотрудничать со сторонними организациями — покупала базы данных, обращалась в рекламные агентства, приглашала специалистов для создания рубрикатора. Но эта практика оказалась неэффективной. Компанией было принято решение развивать собственные службы по каждому из основных бизнес-процессов. Поэтому в том же 2001 году начал формироваться информационный отдел и отдел продаж.
В 2002 году приложение ДубльГИС впервые было бесплатно доставлено на компакт-дисках в 15 тысяч офисов Новосибирска.

### Дальнейшее развитие
В 2004 году проект был выделен в самостоятельную бизнес-единицу — ООО «ДубльГИС». В этом же году был открыт первый филиал ООО «ДубльГИС» в Омске, а также были заключены договоры коммерческой концессии с партнёрами в Томске, Барнауле и Новокузнецке. С этого момента началась экспансия ДубльГИС в города России.
В 2006 году выпущены онлайн-версия справочника и версия для КПК на базе Windows Mobile. ДубльГИС в Новосибирске разделился на управляющую компанию и филиал для продажи рекламных позиций.
В 2007 году открылась франшиза в Одессе и филиалы в Челябинске и Перми.
В 2007 году выходит ДубльГИС 3.0, новая версия программы с интерфейсом в стиле MS Office 2007.
В 2010 году впервые проводится IT-конференция CodeFest.
В 2011 году компания проводит ребрендинг, в результате которого продукты получают название 2ГИС (ДваГИС). Спустя 12 лет после первого выпуска 2ГИС приходит в столицу — выпущен справочник Москвы. Релиз мобильных приложений для Android и iOS.
В 2012 году 2ГИС выходит в итальянских городах Венеции и Падуе. Это первый выпуск за пределами СНГ.
В 2013 году компания заработала 3 млрд рублей, происходит очередное обновление фирменного стиля. Зарубежная экспансия продолжается: 2ГИС появляется в Чехии и на Кипре. Выходит приложение для Windows Phone. Анонсирована концепция и интерфейс нового 2ГИС.
2014 год: ещё несколько новых рынков, в том числе Чили. В августе 2014 года выходит карта Дубая, запущена веб-версия 2gis.ua с картами украинских городов.
В декабре 2014 года компания серьёзно расширила головной офис в Новосибирске, выкупив половину 22-этажного новосибирского бизнес-центра «Сан Сити». Сумма сделки составила более 1 млрд рублей, кредит на покупку выдал Сбербанк.

Главный офис 2ГИС в «Сан Сити» (Новосибирск)
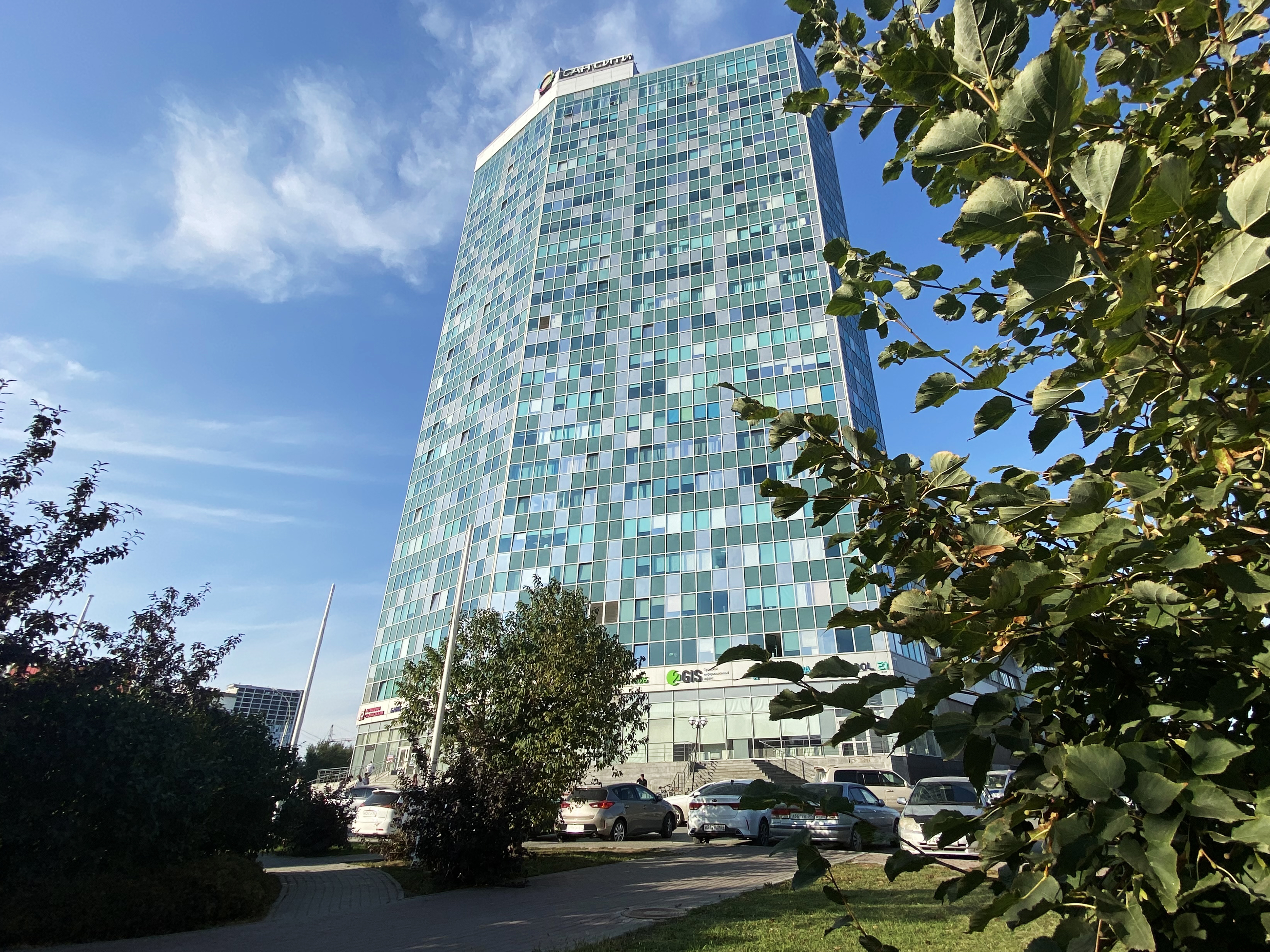
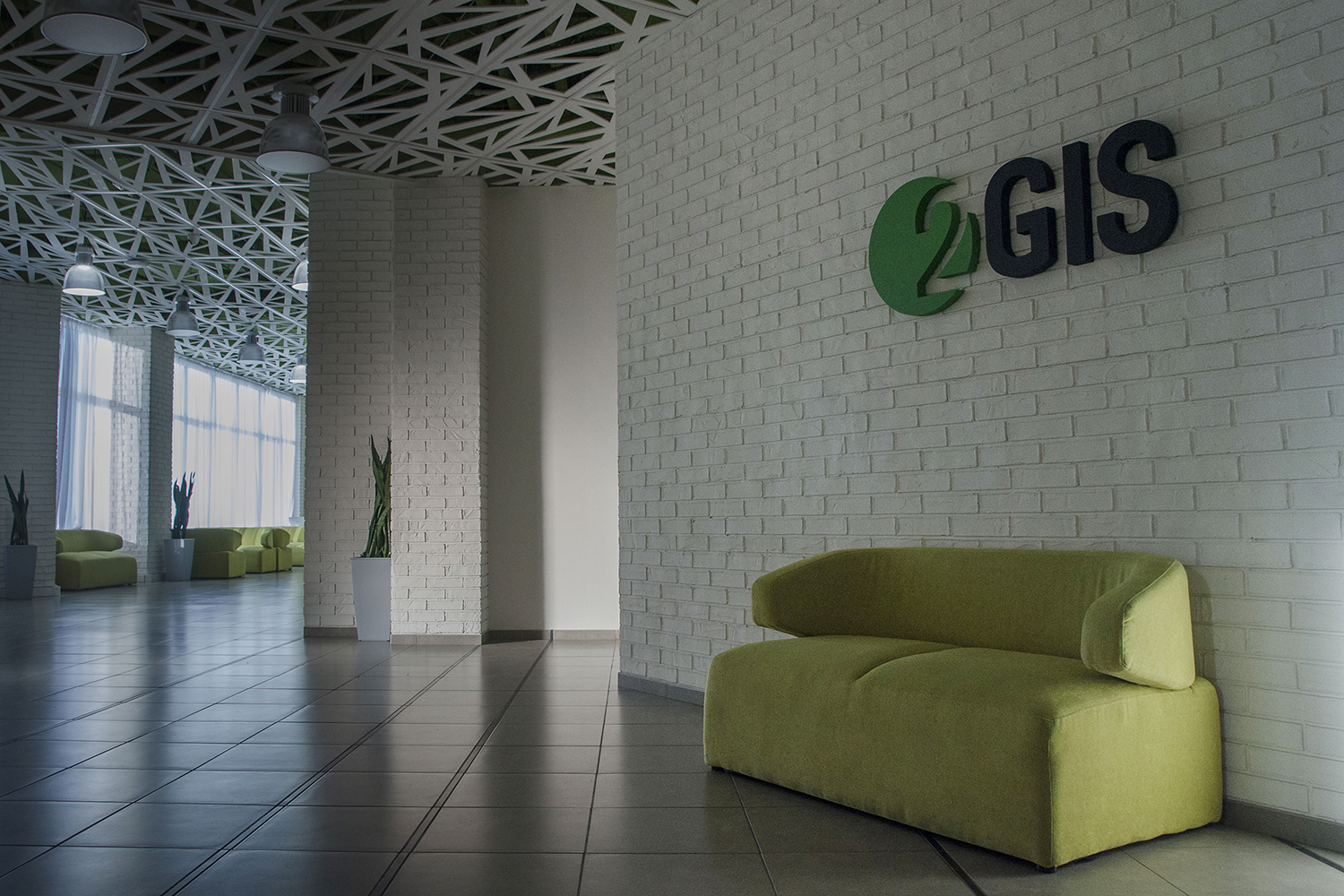
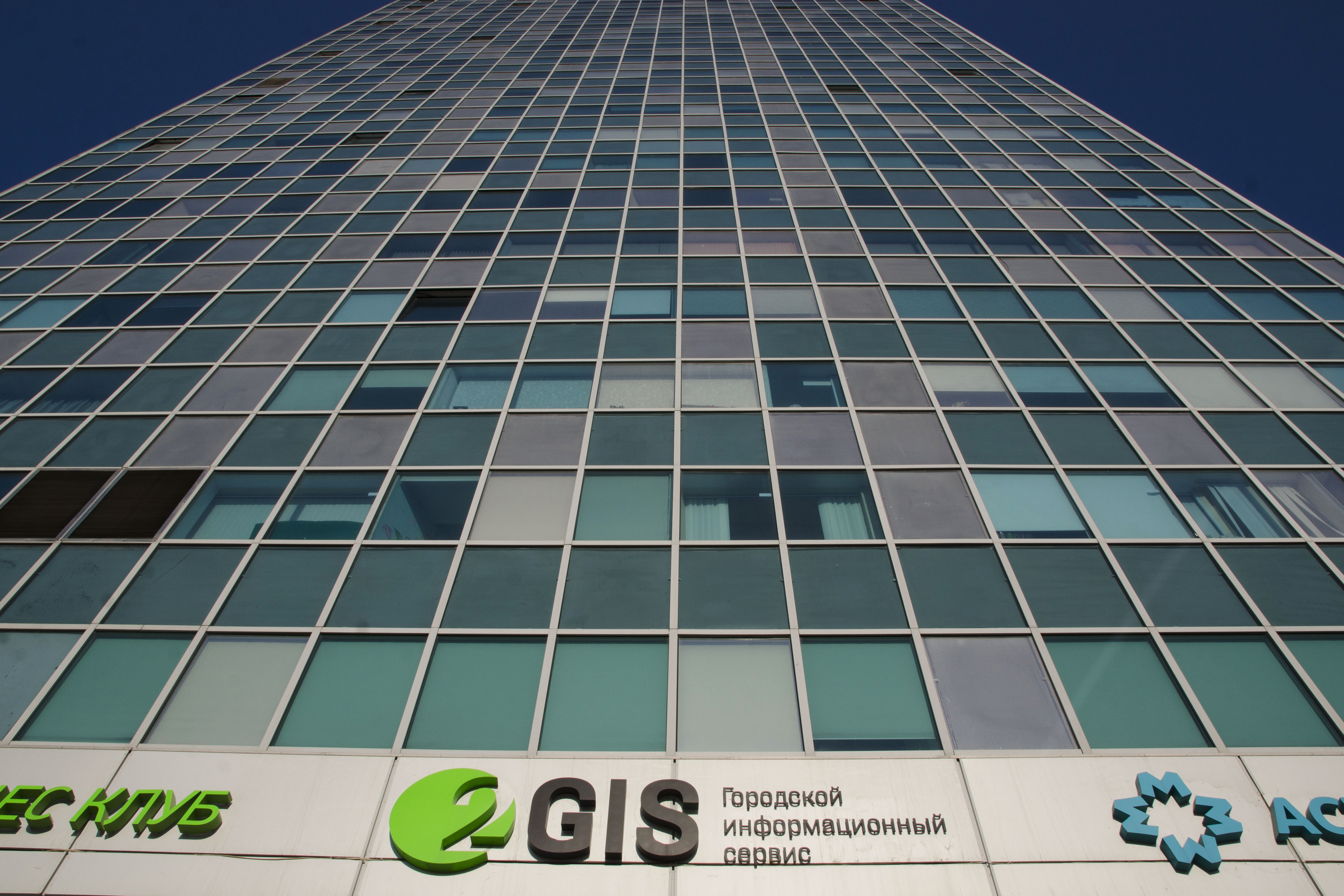

В 2015 году вошла в десятку лучших работодателей России по версии HeadHunter. По итогам 2020 года «2ГИС» стал лучшим работодателем рейтинга HeadHunter в категории «Средние компании» (численность сотрудников — от 251 до 1000 человек).
В октябре 2015 года «2ГИС» впервые привлекает долевое финансирование. Фонды Baring Vostok и ru-Net выделили компании 40 млн долларов на разработку новых продуктов, активное продвижение в Москве, Санкт-Петербурге и других крупных городах России, а также запуск сервиса на зарубежных развивающихся рынках.
В ноябре 2015 года «2ГИС» выходит в Кыргызстан, первым городом присутствия стал Бишкек.
В ноябре 2016 года компания отказалась от проектов, не набравших ожидаемой аудитории, и провела оптимизацию штата. Президент компании Вера Гармаш заявила, что оптимизация затронула менее 5 % специалистов управляющей компании и сети собственных филиалов.
В этом же месяце «2ГИС» и «Рамблер» объявили о начале сотрудничества. Его первым результатом стал единый поиск организаций по всем городам России на сайтах Rambler&Co.
В апреле 2017 года 2ГИС запустил пешеходную навигацию с построением пеших маршрутов на своих картах.
В июле 2017 года компания выпустила туристические путеводители по крупнейшим городам в странах присутствия. Путеводители включают описания основных достопримечательностей, общепита и шопинга.
В сентябре 2017 года в 2ГИС появилась возможность оставлять отзывы о компаниях и давать им оценки. Весной 2019 года пользователям начали давать виртуальные награды за большое количество отзывов, фотографий и уточнений — информации об изменении справочных и картографических данных, которых ещё не появились в 2ГИС.
В ноябре 2017 года компания заключила соглашение о сотрудничестве с китайской компанией Huawei. В результате на смартфонах Huawei и Honor, которые продаются в России, начали предустанавливать приложение 2ГИС. Ранее сервис начали предустанавливать на свои российские модели компании LG, Fly, DEXP и Micromax. Такие же договорённости о предустановках «2ГИС» заключил с Samsung.
В марте 2018 года Apple встроила данные о компаниях из справочника 2ГИС в свои российские карты.
В апреле 2018 года на картах 2ГИС появляются Дорожные события: информация о камерах контроля скорости, ДТП, ямах и так далее. Сервис позволяет пользователям публиковать на карте не только сообщения об инцидентах, но и их фото.
В августе 2019 года «2ГИС» заработал в Узбекистане, первым городом стал Ташкент.
В ноябре 2019 года в «2ГИС» появилась глобальная карта России и появилась возможность построить междугородний маршрут.
В декабре 2019 года «2ГИС» запустил сервис в Баку (Азербайджан).
В июне 2020 года 72 % компании «2ГИС» покупает «Сбербанк», ещё 3 % компании отошло ООО «О2О Холдинг» — совместному предприятию «Сбербанка» и Mail.ru Group. В экосистеме Сбера 2ГИС занялся разработкой инструментов для интеграции карт и справочника в приложения экосистемы и для сторонних компаний. Одной из первых примеров сотрудничества — карта 2ГИС в приложении сервиса экспресс-доставки продуктов «Самокат».
В апреле 2021 года «2ГИС» объявил об инвестициях и приобретении 47 % белорусской компании RocketData (юридическое лицо — ООО «Дата Деливери»), которая развивает b2b-сервисы по управлению отзывами, данными в онлайн-справочниках, на картах и в соцсетях.
В июне 2023 года «2ГИС» прекратил поддержку веб-версии карт Украины. Прекратился доступ ко всем наименованиям и базам данных.

## Бренд
До ребрендинга 2011 года продукты компании назывались ДубльГИС. Название отражало суть продукта: карта и справочник, то есть «геоинформационная система» и «городской информационный справочник».
В 2011 году компания провела ребрендинг. Полностью изменился фирменный стиль, а продукт получил название 2ГИС (ДваГИС). Одной из целей переименования была подготовка к выпуску справочника в СНГ и дальнем зарубежье — 2GIS каждый может читать так, как это произносится на его родном языке, что проще, чем выговаривать «ДубльГИС». Кроме того, решилась проблема соответствия URL сайта названию компании.
В июне 2020 года 75 % компании «2ГИС» купил Сбербанк России, в связи с чем в августе 2021 года на сплеш-скрине мобильного приложения «2ГИС» и на сайте 2gis.ru появился логотип Сбера.

## Продукты

### API 2ГИС
Набор инструментов для работы с картографическим и справочным контентом. На нём работают как некоторые продукты 2ГИС, так и партнёрские сервисы.

### Онлайн-версия

Скриншот веб-версии сервиса

Включает в себя карту, справочник организаций, поиск проезда на общественном и личном транспорте, построение пешеходных маршрутов, линейку для измерения расстояний, отображение пробок в некоторых городах. Работает на API 2ГИС.

### Мобильная версия
Есть на платформах iOS и Android, ранее также поддерживались версии для Windows Phone, Symbian, Windows Mobile. Версия для Android также портирована на Blackberry OS и MeeGo.
С декабря 2020 прекратилось обновление базы городов для третьей версии 2ГИС.
24 сентября 2022 года приложение «2ГИС» для iOS было удалено из App Store, так как ранее материнская компания Сбербанк попала под санкции в связи со вторжением России на Украину. Через семь месяцев, в апреле 2023 года, приложение «2ГИС» было возвращено в App Store. В мае 2023 года приложение было удалено из Google Play в связи с «соблюдением санкций и правил торговли». В апреле 2024 года приложение вернулось в Google Play.
Осенью 2023 года в мобильном приложении была реализована возможность отображения на карте пользователей, которые добавили друг друга в друзья.

### Версия для ПК
Работает без необходимости подключения к интернету (оффлайн), обновления баз городов выходят ежемесячно. Интересная особенность — трёхмерная векторная карта.

### Навигатор
В августе 2016 года выходит автомобильный навигатор с подсказками по маршруту и голосовыми указаниями, затем появляется навигация для пассажиров общественного транспорта и пешеходов, вплоть до нужного входа в здание или подъезда жилого дома. Построение маршрутов доступно на сайте 2gis.ru и в мобильных приложениях для iOS и Android.
В июне 2019 года в мобильных приложениях 2ГИС появилось отображение общественного транспорта в реальном времени.
В декабре 2020 года в приложении 2ГИС появился специальный навигатор для грузового транспорта, который учитывает параметры автомобиля и груза — габариты, массу, нагрузку на ось. Грузовой навигатор подбирает оптимальные маршруты без учёта улиц, где запрещён проезд грузовой техники. Сервис доступен в России, а также в отдельных городах Казахстана, Объединённых Арабских Эмиратов, Узбекистана, Кыргызстана и Украины.
В феврале 2021 года в навигаторе 2ГИС появились голоса телеведущего Николая Дроздова, YouTube-блогера AcademeG, литературного критика Галины Юзефович, синхронного переводчика фильмов Андрея Гаврилова и актёра дубляжа Петра Гланца. В июле 2021 года был добавлен голос кота Матроскина из мультфильма «Простоквашино», диктором стал актёр Антон Табаков. В сентябре 2021 года в навигаторе появились голоса Монеточки, Кирилла Иванова и Жени Борзых из группы СБПЧ.
В мае 2022 года появился навигатор для велосипедов и самокатов.
В апреле 2025 года в «2ГИС» появилась функция отображения сигналов светофоров в режиме реального времени. Её запустили в рамках совместного пилотного проекта с Центром организации дорожного движения (ЦОДД) Москвы.

### 2ГИС для Apple Watch
В июле 2018 года 2ГИС выпустил приложение для смарт-часов Apple Watch с картами городов.

### 2ГИС на Apple CarPlay
В декабре 2018 года 2ГИС первым из российских компаний адаптировал навигатор для автомобилей с поддержкой Apple CarPlay.

### 2ГИС на Android Auto
Разработка приложения 2ГИС на Android Auto началась в апреле 2020 года.
12 ноября 2020 года, представители сообщили о старте публичной бета-версии и тестирования приложения Android Auto.
В 2021 году 2ГИС на Android Auto вышло в публичный доступ в Google Play.

### Дело
В марте 2021 года 2ГИС выпустил приложение «Дело» — сервис для предпринимателей с аналитикой и инструментами для отслеживания отзывов и фото о своей компании в 2ГИС. Приложение содержит личный кабинет для управления информацией о компании.

### Поиск по товарам
В мае 2020 года в приложениях и на сайте 2ГИС появилась витрина товаров и услуг от компаний. Цены в справочнике с привязкой к карте смогли публиковать компании из городов России, Украины, Казахстана, Кыргызстана и Узбекистана.

### Недвижимость
В марте 2021 года 2ГИС добавил на карту слой с объявлениями о продаже и аренде недвижимости. Сервис доступен в онлайн-версии 2gis.ru и содержит более 1 млн вариантов от Домклик, ЦИАН и N1. В поиск по объявлениям встроены тепловые карты по цене, доступности метро и фильтры с поиском инфраструктуры.

### Конструктор карты
2ГИС запустил инструмент для создания интерактивных карт с собственной разметкой: предоставляется возможность отмечать точки, маршруты и выделенные области. Такие карты можно добавить на любой сайт.

### Urbi

Логотип сервиса в арабоязычных странах

В конце 2020 года 2ГИС запустил отдельное приложение с картами и справочником для Объединённых Арабских Эмиратов (iOS, US Android) под брендом Urbi с локализацией на английском и арабском языках.

### Заправки
Летом 2021 года 2ГИС провёл тестирование нового сервиса для бесконтактной заправки на АЗС, который интегрирован в приложение для iOS.

### Туризм
Осенью 2017 года в 2GIS появились путеводители по городам Казахстана, доступные, в том числе, офлайн. До любой точки в путеводителе можно построить маршрут на автомобиле, общественном транспорте, такси или пешком.

### Отелло
7 декабря 2022 года «2ГИС» объявил о запуске сервиса для бронирования отелей «Отелло». Он позволяет бронировать номера и добавлять понравившиеся отели в избранное.
26 февраля 2024 года в «Отелло» появился «Календарь цен», который показывает стоимость бронирования по дням и месяцам.
4 октября 2024 года «Отелло» интегрирован с онлайн-системой для управления отелями, гостиницами и хостелами «Контур. Отель».

## Спецпроекты
2ГИС периодически запускает специальные проекты, приуроченные к каким-либо особым поводам.

### 2ГИС Сочи. Зимняя версия
Спецвыпуск мобильной версии 2ГИС по поводу Зимних Олимпийских игр 2014. В отличие от традиционной мобильной версии, база Сочи была сразу загружена в приложение, карта и справочник переведены на английский язык, а основное меню приложения содержало рубрики, востребованные гостями города.

### Карта Вестероса
К финалу сериала «Игра престолов» 2ГИС совместно с Amediateka Home of HBO создал детальную интерактивную карту материков Вестерос и Эссос на русском языке. Карта была доступна в апреле-мае 2019 года на сайте 2gis.ru и в приложениях для iOS и Android.

### Карта распространения коронавируса
В марте 2020 года запустил проект «Коронавирус в России», с помощью которого наглядно показал разницу в распространении вируса в регионах России в условиях карантина и без него. Модель на основе карты города демонстрирует два сценария распространения инфекции, похожей на коронавирус. Также сервис предоставляет актуальную статистику заболеваемости коронавирусной инфекцией в регионах России.

### Индекс восстановления российских городов
В 2020 году 2ГИС подготовил индекс восстановления российских городов после снятия ограничений, введённых в связи с пандемией COVID-19. Индекс рассчитывался исходя из показателей мобильности и активности жителей города, а также спроса на различные товары и услуги, и регулярно обновлялся.

### МАКС-2021
В июле 2021 года 2ГИС подготовил детальную карту авиасалона МАКС-2021 и отметил на ней всю инфраструктуру в аэропорту «Жуковский», включая стоянки самолётов на статичной выставке.

## Данные 2ГИС
Компания заявляет, что придерживается стандартов 95 % точности данных. Обеспечением этих показателей занимаются картографы, выверяющие карты на местности, и контакт-центр, актуализирующий информацию в справочнике.
Для каждой организации в справочнике приведены адрес, телефон, время работы, интернет-адрес и расположение входа в здание. Помимо этого, в так называемой карточке компании может содержаться информация, специфическая для рода деятельности организации. Например, способы оплаты, виды кухни (для заведений общепита), перечень услуг и т. п. Можно оставлять отзывы компаниям и их отделениям. Возможность оставлять отзывы на структуры полиции отключена.
Информация в справочнике по имеющимся организациям актуализируется два раза в год специалистами контакт-центра. На основе собственных данных специалисты компании периодически проводят исследования. Например: рейтинг популярных направлений для внутреннего туризма в России, исследование о восстановлении экономики после снятия ограничений в связи с COVID-19, стоимость и скорость продажи жилья на вторичном рынке, динамика развития сферы общепита и розничной торговли, различия поисковых запросов пользователей iOS и Android.
Поисковый движок 2ГИС может находить организации по запросам не только на русском, но и на языках остальных стран присутствия проекта. Также он находит здания по «народным» названиям (например, по запросу «ленинка» в Москве справочник предложит информацию о Российской государственной библиотеке).
Карты 2ГИС отрисовываются на основе спутниковых снимков территории, а затем выверяются специалистами-«пешеходами». Трёхмерные модели зданий изготавливаются на основе снимков строения с нескольких ракурсов.
2ГИС первой из российских компаний, занимающихся электронными картами, стала собирать информацию о расположении входов в организации.
В 2014 году в 2ГИС появились «Этажи»: подробные схемы внутреннего устройства торговых центров, аэропортов и вокзалов. Впервые Этажи были запущены с планами шести торговых центров Москвы.

## Мероприятия и образовательная деятельность
Начиная с 2010 года 2ГИС проводит IT-конференцию CodeFest, крупнейшую в восточной части страны. 2ГИС также проводит тематические встречи IT-специалистов под названием DevDay. На мероприятии выступают 2—3 докладчика и присутствуют 50—100 участников.
В июле 2021 года 2ГИС совместно со Сбером открыл в Новосибирске кампус «Школы 21» — образовательного проекта для подготовки IT-специалистов. Кампус в Новосибирске стал третьим в России после московского и казанского.